# Несаэ-Олиа
Несаэ-Олиа (перс. نسا علیا‎) — село на севере Ирана, в остане Альборз. Входит в состав шахрестана Талекан. Является частью дехестана (сельского округа) Бала-Талекан бахша Меркези.

## География
Село находится в северной части Альборза, в горной местности южного Эльбурса, в левобережной части долины реки Шахруд, на расстоянии приблизительно 33 километров к северо-северо-западу (NNW) от Кереджа, административного центра провинции. Абсолютная высота — 2115 метров над уровнем моря.

## Население
По данным переписи 2006 года население села составляло 356 человек (179 мужчин и 177 женщин). В Несаэ-Олиа насчитывалось 84 семьи. Уровень грамотности населения составлял 83,43 %. Уровень грамотности среди мужчин составлял 89,39 %, среди женщин — 77,4 %.